# 거창 취수정
거창 취수정(密陽 醉睡亭)은 대한민국 경상남도 거창군 가조면 대초리에 있는 조선시대의 건축물이다. 2016년 7월 21일 경상남도의 문화재자료 제628호로 지정되었다.

## 문화재 지정 사유
거창 취수정은 1871년 중건된 건물로 큰 변경이 보지이 않으므로 역사적 가치가 크고 마을의 한 가운데 둔 조선후기 정자건축의 예로서 학술적 가치도 크며 관리상태도 대단히 양호하므로 문화재자료로 지정하여 보존하고자 한다.

## 참고 자료
- 거창 취수정 - 국가유산청 국가유산포털